# Éguilly
Éguilly település Franciaországban, Côte-d’Or megyében. Lakosainak száma 70 fő (2022. január 1.). Éguilly Martrois, Chailly-sur-Armançon, Blancey, Soussey-sur-Brionne, Bellenot-sous-Pouilly és Gissey-le-Vieil községekkel határos.

## Népesség
A település népességének változása:
| Lakosok száma | 64   | 53   | 38   | 61   | 62   | 62   | 62   | 67   | 69   | 70   |
|               | 1968 | 1982 | 1990 | 2006 | 2013 | 2015 | 2017 | 2019 | 2020 | 2022 |